# Tofsgravand
Tofsgravand (Tadorna cristata) är en akut utrotningshotad fågel i familjen änder inom ordningen andfåglar. Den förekommer i Östasien i sydostligaste Sibirien och Korea, men har inte setts med säkerhet sedan 1964. 

## Utseende

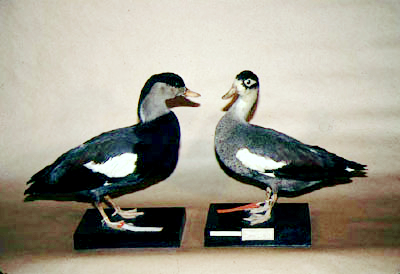
Uppstoppade tofsgravänder på museum.

Tofsgravand är en omisskännlig mörk gravand (60-63 cm) med röd näbb, röda ben och mestadels vita vingtäckare. Hanen har gråaktig huvudsida, övre hals, nedre delen av manteln, skapularerna och buk medan undergumpen är blekt roströd. 
Honan är lik hanen men har vita inslag och "glasögon" i ansiktet, vit nedre huvudsida och övre hals, enfärgat brungrå ovan och beigevita streck på nedre hals och buk.

## Utbredning och status
Fågeln förekom tidigare i Sibirien och Korea. Den är endast känd från ett fåtal fynd i Primorje kraj i Ryssland, Japan (ett enda fynd från 1800-talet) och Sydkorea. Senaste säkra fyndet är från 1964 från öar söder om Vladivostok, trots omfattande informationskampanjer riktade till allmänheten. Internationella naturvårdsunionen IUCN bedömer dock att den fortfarande kan finnas vid liv på grund av ett antal obekräftade observationer i nordöstra Kina (Heilongjiang, Jilin, Liaoning och Hebei) där relativt få undersökningar har gjorts. Om det finns en överlevande population antas den vara mycket liten, varför IUCN kategoriserar den som akut hotad.

## Ekologi
Tofsgravanden har huvudsakligen rapporterats förekommande i par eller små flockar i kustnära områden, ofta nära flodmynningar. Ett antal av de obekräftade rapporterna från nordöstra Kina har dock varit från inlandet. Det spekuleras att den häckar i bergstrakter, möjligen långt från vatten eller i vulkansjöar och flyttar sedan mot kusten utanför häckningssäsongen.